# Complexité simple
Complexité simple – ou Ambiguïté – est un tableau réalisé par le peintre d'origine russe Vassily Kandinsky en 1939 à Neuilly-sur-Seine, en France. D'un format vertical, cette huile sur toile est une abstraction colorée sur fond azur. Don de la Société des Amis du Musée national d'art moderne en 1959, l'œuvre fait partie des collections du musée national d'Art moderne, à Paris. Elle se trouve depuis 1988 en dépôt au musée de Grenoble, à Grenoble.